# Kyleakin
Kyleakin (Schots-Gaelisch: Caol Acain) is een dorp aan de oostkust van het eiland Skye in de Schotse lieutenancy Ross and Cromarty in het raadsgebied Highland. Het dorp ligt aan het begin van Loch Alsh, tegenover het dorp Kyle of Lochalsh op het Schotse vasteland.
Van 1841 tot 16 oktober 1995 voer een ferry tussen Kyleakin en Kyle of Lochalsh tot in 1995 de Skye Bridge werd geopend.
Bij de mond van de haven van Kyleakin ligt de ruïne van het vijftiende-eeuwse kasteel Castle Moil.